# Julius Kwizda von Hochstern

Julius Kwizda, Edler von Hochstern

Werbung von Kwizda, von links das Kwizda’s Restitutionsfluid, Fesselstreifbänder und Vieh-Nähr-Pulver (1903)

Julius Kwizda, Edler von Hochstern (* 13. Juni 1857 in Korneuburg; † 3. Januar 1924 ebenda) war ein österreichischer Apotheker und Inhaber des Pharmaunternehmens Kwizda.

## Biographie
Seit dem im Jahre 1888 erfolgten Ableben vom Gründer Franz Johann Kwizda von Hochstern leitete sein dritter Sohn Julius Kwizda Edler von Hochstern, ein diplomierter Apotheker und Tierarzt, das Geschäft. Den Intentionen seines Vaters folgend, war er bestrebt, das Ansehen seiner Firma zu erhalten und zu festigen und durch Einführung neuer Artikel für den Pferdesport den Anforderungen der Zeit zu entsprechen. So wurden von ihm die Kwizda’schen patentierten Streitbänder aus Kautschuk und alle Arten anderer Kwizda’schen Patent-Schutzvorrichtungen für Pferdefüße eingeführt. Um 1900 erlangten auch die Kwizda’schen Patent-Pneumatikstreifbänder aus Kautschuk mit Luftpolster große Bedeutung und fanden allgemein Verwendung. Diese Artikel hatten anfangs gegen eine empfindliche Konkurrenz des Auslandes anzukämpfen. Der energisch aufgenommene Wettkampf endete mit der erfolgreichen Durchsetzung der Kwizda’schen Erzeugnisse, welche nach kurzer Zeit die ausländischen Artikel vollständig verdrängten.
Fachleute äußerten sich über die Kwizda’schen Gummistreifbänder in lobender Weise und empfahlen sie in ihren Fachbüchern. So empfahl der k.k. Bezirkstierarzt A. Koch in seinem Werk „Encyklopädie für die Tierheilkunde“ (Band X, S. 114) die Kwizda’schen Gummistreifbänder als außerordentlich zweckmäßig. Sehr ausführlich und besonders anerkennend besprach Hofrat Professor Dr. Friedrich Anton Zürn in seiner „Geschirrkunde oder Beschirrungslehre“, welche 1897 in Leipzig erschien, die Kwizda’schen Patentstreifbänder und Schutzvorrichtungen für Pferdefüße. In diesem Werke sind zirka 30 Abbildungen Kwizda’scher Erzeugnisse erhalten.
In gleicher lobender Weise sprach sich k.u.k. Obertierarzt Benedikt Neidhart in seinem Werke „Unterricht über Hippologie“ (S. 83) über Kwizda’scher Erzeugnisse aus. Der berühmte Distanzreiter k.u.k. Rittmeister F. Höfer, der vierte Sieger des Distanzritt Berlin–Wien, Wien–Berlin 1892, erwähnt in seinem Werke „In 74 Stunden von der Donau bis zur Spree“ (S. 17), dass er sein Pferd Minerva täglich mit verdünntem Kwizda'scher Restitutionsfluid behandelt hat und mit dem Erfolge zufrieden war. K.u.k. Rittmeister Graf Starhemberg, der erste Sieger beim Wien-Berliner Distanzritt, der auf diesem Ritt ebenfalls Kwizda’sches Restitutionsfluid mit Erfolge anwendet, bezeichnet es als ein Präparat, das in keinem Stalle fehlen sollte. Von zahlreichen anderen Distanzreitern wurden die Kwizda’schen patentierte Gummistreifbänder auf ihren Ritten gleichfalls mit besten Erfolge angewendet und eine große Anzahl Tierärzte hat die Eignung der Kwizda’schen Schutzvorrichtungen für Pferdefüße anerkannt.
Zahlreich waren die Auszeichnungen der Firma auf verschiedenen Ausstellungen. Sie gewann 30 goldene und silberne Medaillen und über 30 Ehren- und Anerkennungsdiplome. 1900 erhielt Kwizda auf der Pariser Weltausstellung den Grand Prix verliehen.
Für die Solidität und das Ansehen der Firma sprach auch der Umstand, dass sie mit Lieferungen für mehrere Hofmarstallungen und die Marstallungen sämtlicher Erzherzöge, sowie vieler hoher Persönlichkeiten betraut wurde. Durch die Verleihung der Titel „k.u.k. Hoflieferant“ sowie königlich rumänischer sowie fürstlich bulgarischer Hoflieferant war der Firma auch von höchster Stelle die verdiente Auszeichnung zuteilgeworden.
Nach Julius Kwizda übernahm der Enkel des Gründers, Richard Kwizda, 1924 das Unternehmen.